# Radosław Szagański
Radosław (Radek) Szagański (Poznań, 17 oktober 1979) is een Poolse darter die toernooien van de PDC speelt.

## Carrière
Szagański won in 2011 enkele wedstrijden en ging door naar de laatste fase van de World Masters. Hij verloor met 1-3 in sets bij de laatste 24 van de latere wereldkampioen Christian Kist.
In hetzelfde jaar won hij de enige editie van de Poznań Open, het tweede internationale toernooi van de BDO dat in Polen werd georganiseerd. In de finale versloeg hij Oto Zmelík.
In 2014 en 2016 bereikte hij de finale van het Ierse Tom Kirby Memorial, waar de overwinning in dit toernooi kwalificatie voor het PDC World Darts Championship zou hebben opgeleverd. In 2014 verloor hij met 2-6 van Daryl Gurney en in 2016 verloor hij met 5-6 van Mick McGowan.
Op de Q-School 2022 won Szagański zijn eerste Tour Card door als zesde te eindigen op de Europese Q-School Order of Merit, waarmee hij een tweejarige kaart op het PDC-circuit kreeg.
Tijdens Players Championship 27, dat plaatsvond op 20 oktober 2023, versloeg Szagański achtereenvolgend Jacques Labre, Dimitri Van den Bergh, Jonny Clayton, Ryan Joyce, Maik Kuivenhoven en Ricardo Pietreczko. Daarmee plaatste hij zich voor de finale, waarin hij met 8-5 langs Connor Scutt ging. Zo bemachtigde hij zijn eerste PDC-titel. Door zijn winst steeg de darter van plek 84 naar 76 op de Order of Merit.
Op de Q-School in januari 2024 won de darter zijn tourkaart en daarmee de toegang tot het professionele circuit terug.
Op de World Cup of Darts 2024 kwam Szagański uit voor Polen, samen met Krzysztof Ratajski. Het tweetal won in de groepsronde van de koppels uit Noorwegen en Hongarije. In de knock-outfase was Schotland te sterk. Samen met Ratajski kwam Szagański op de World Cup of Darts 2025 wederom uit voor hun thuisland. Het koppel won in de groepsfase van het duo uit Zuid-Afrika, maar het tweetal uit Noorwegen te sterk. De Polen bereikten de knock-outfase daardoor niet.

## Resultaten op wereldkampioenschappen

### PDC
- 2024: Laatste 64 (verloren van Raymond van Barneveld met 1-3)